# FMモーニングビュー
『FMモーニングビュー』（エフエムモーニングビュー）は、2001年4月2日から2012年3月30日までエフエム沖縄（FM沖縄）で毎週月曜から金曜の7:30 - 9:00に放送されていたラジオ番組。
2011年9月25日までは、日曜の朝にも『FMモーニングビュー サンデーフラッシュ』という関連番組が放送されていた。こちらは、番組終了時には毎週日曜 8:00 - 9:00（日本標準時）に放送されていた。

## 主なコーナー
- おきでん朝刊からニュース
- スポーツ&バラエティ
- Traffic Information

## パーソナリティ

### 番組終了時のメンバー
- 大城勝太 - 番組の終了後、後番組の『Fine!』にも引き続き出演。
- 高英子 - 大城と同じく、後番組の『Fine!』にも引き続き出演。

### 途中降板したメンバー
- 高江洲牧子
- 吉田鉄太郎
- 仲宗根朋美
- 古堅淳子[2]
- デヴィッド・シェーン[2]（現:デビッド・シェーン）[3] - 2013年より後継番組の『Fine!』を担当。
- 高良茂[2] - 2006年5月7日に急逝。